# Zdeněk Groessl
Zdeněk Groessl ps. Patař, Patka (ur. 8 września 1941 w Pilznie, zm. 17 listopada 2023) – czeski siatkarz, medalista igrzysk olimpijskich, mistrzostw świata, mistrzostw Europy i Pucharu Świata, wieloletni działacz sportowy, trener.

## Życiorys
Groessl był w składzie reprezentacji Czechosłowacji, która zajęła 3. miejsce podczas Pucharu Świata 1965 organizowanego w Polsce i triumfowała jako gospodarz podczas mistrzostw świata 1966. Razem z drużyną narodową zdobywał także srebrne medale podczas mistrzostw Europy 1967 w Turcji i 1971 we Włoszech. Zajął 5. miejsce w Pucharze Świata 1969 w NRD. Wystąpił na igrzyskach olimpijskich 1968 w Mesyku. Zagrał we wszystkich dziewięciu rozgrywanych meczach. Jego zespół z siedmioma zwycięstwami i dwiema porażkami zajął trzecie miejsce w turnieju. W 1970 zajął 4. miejsce na mistrzostwach świata w Bułgarii. W 1972 ponownie zagrał na igrzyskach olimpijskich, w Monachium. Wystąpił w czterech z pięciu meczów fazy grupowej i w meczach o miejsca 5-8. Czechosłowacy zajęli 6. miejsce w turnieju po porażce w ostatnim meczu z Rumunią. W reprezentacji grał od 1965 i przez dziewięć lat rozegrał około 260 spotkań.
W latach 1960–1973 był zawodnikiem klubu RH Praga, z którym w mistrzostwach Czechosłowacji zwyciężał dwukrotnie – w  1966 i 1972, trzykrotnie zajmował 2. miejsce – w 1964, 1965 i 1967 oraz stawał na najniższym stopniu podium w 1966. W latach 1974–1978 grał w zespole B RH Pragi.
W sezonie 1978/1979 był trenerem RH Praga, z którym zajął 2. miejsce w mistrzostwach kraju. Od 1991 pełnił funkcję asystenta w drużynie kobiet i juniorów Olymp Praga, a obecnie jest trenerem indywidualnym dla zawodników tegoż klubu.
Z zawodu był ślusarzem. Był pracownikiem Ministerstwa Spraw Wewnętrznych Czechosłowackiej Republiki Socjalistycznej i Republiki Czeskiej w ds. wychowania fizycznego. Podjął studia na Wydziale Wychowania Fizycznego i Sportu Uniwersytetu Karola, ale ich nie ukończył. Od ponad 30 lat był członkiem komitetu siatkarskiego sekcji klubu RH Praga, funkcjonującego od 1992 pod nazwą PVK Olymp Praga. Był wieloletnim działaczem Czechosłowackiego i Czeskiego Związku Piłki Siatkowej (przewodniczący komisji rewizyjnej ČSVS, członek Komitetu ČVS).